# Take a Look
Take a Look is een nummer van de Britse band Level 42 uit 1988. Het is de tweede single van hun achtste studioalbum Staring at the Sun.
"Take a Look" werd een kleine hit voor Level 42 op de Britse eilanden en in het Nederlandse taalgebied. Het nummer bereikte een bescheiden 32e positie in het Verenigd Koninkrijk. In het Nederlandse taalgebied was de plaat succesvoller met een 14e positie in de Nederlandse Top 40, en een 24e positie in de Vlaamse Radio 2 Top 30.

## Tracklijst
1. "Take a Look" - 4:41
2. "Man" - 7:24